# Jacob van Gelderen

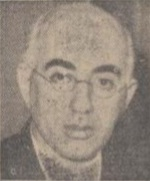
J. van Gelderen

Jacob van Gelderen (Ámsterdam, 10 de marzo de 1891-La Haya, 14 de mayo de 1940) fue un economista neerlandés. 

## Familia
Era el hijo de Michel van Gelderen, tendero y de Federica Fedder. En su juventud participó activamente del movimiento socialista judío Poalei Zion.  El 14 de julio de 1915, se casó con Alejandrina de Vries, con quien tuvo una hija y dos hijos.

## Vida profesional
Se graduó en la Escuela de Administración Pública en 1910. Entre 1911 y 1919 trabajó en la Oficina de Estadísticas de la ciudad de Ámsterdam. Fue integrante del ala izquierda del Partido Socialdemócrata de los Trabajadores, SDAP. Fue uno de los editores del semanario Het Weekblad, en el cual escribía, bajo el seudónimo J. Fedder, comentarios sobre la situación económica en el pueblo. 
Con la publicación en 1913, en De Nieuwe Tijd, de su serie de artículos "Springvloed" (La Marea de Primavera),  se convirtió en uno de los pioneros del estudio de la onda larga de la economía. Encontró al estudiar series de varios países, que además del ciclo medio de diez años en las fluctuaciones en el nivel general de precios, se desarrolla una onda aún más grande, que incluye varias décadas. Consideró que el desarrollo de una nueva rama de la producción, la expansión del mercado mundial causan las ondas largas de la economía.
También publicó bajo seudónimo un folleto, "Lucha de clases o lucha del pueblo? Reflexiones sobre la democracia social y la defensa nacional" (Ámsterdam 1915), en el que dejaba clara su oposición dentro del SDAP, al que pertenecía. Entre 1916 y 1919 publicó algunos estudios estadísticos médicos y en 1918 su primer artículo sobre el impacto demográfico de la guerra en el movimiento de la población de Ámsterdam.

## Indonesia
A fines de 1919, fue a la Indonesia a trabajar con el Ministerio de Agricultura, Industria y Comercio de Holanda, para establecer un nuevo servicio estadístico para la Oficina Central de Estadísticas de Batavia; en 1925 se convirtió en su primer director, puesto que desempeñó hasta 1932. Escribió folleto "Los fundamentos teóricos de los impuestos progresivos a la renta"" (Batavia 1923). Sostuvo que una tasa progresiva del impuesto de renta a las sociedades, se adaptada a la situación real de las Indias Orientales Holandesas. A finales de 1926 durante unas vacaciones en Holanda, dictó conferencias sobre temas agrícolas, que fueron publicados bajo el título "Lecciones de economía política tropical colonial" (Londres, 1927). Durante su estancia en la India, Van Gelderen activo en la India el Partido Socialdemócrata, de los cuales fue elegido presidente en 1928.
En 1928, Van Gelderen nombrado profesor extraordinario de la Economía política en la Facultad de Derecho, en Batavia. En su discurso inaugural, "El objeto teórico de la economía política" (Weltevreden, 1928), hizo una breve reseña de la historia del pensamiento económico. Criticó el trabajo de K. Marx: "La teoría del valor-trabajo puede ser un sistema eficaz y completa de la construcción de un análisis económico. Por otra parte, Marx subestimó, de acuerdo con él, la importancia de la agricultura. En su serie de artículos "¿Profundizar el marxismo?", en Guía para los socialistas  (1930), hizo una evaluación crítica del importante libro de Sam de Wolff, Het economisch getij ("La marea Económica"), sobre las ondas largas de la economía, publicado en 1929, y criticó a Karl Marx por subestimar la importancia de la agricultura y tratar de explicar todo el movimiento económico capitalista con la teoría del valor.

## La Gran Depresión en Holanda
En 1933 regresó a Holanda y como jefe del departamento de las crisis empresariales del Ministerio de Colonias. Para combatir la crisis económica, Van Gelderen estaba a favor del Plan De Man. Se unió a la Junta de Síndicos de la Oficina de Investigación del SDAP, que fue fundada en 1934 con el fin de diseñar un plan. Plan de Trabajo en 1935, escribió el capítulo sobre Indonesia. En 1937 se posesionó como profesor de sociología en la Facultad de Derecho de la Universidad de Utrecht y en su discurso de posesión "Automatismo y la economía planificada en el mundo" (Ámsterdam, 1937), abogó por la intervención económica del gestado y la cooperación internacional económica y política. En el mismo año fue elegido diputado a la Cámara, como candidato del SDAP. En su libro Los estados totalitarios frente a la economía mundial (Róterdam, 1939) previó la inminente crisis europea.

## Tragedia
El 10 de mayo de 1940 los nazis invadieron Holanda. Cuatro días después, él, su esposa, sus dos hijos y una pareja de amigos, decidieron suicidarse antes de ser detenidos y llevados a un campo de concentración por los invasores.